# الاستعانة بمصادر خارجية قريبة
الاستعانة بمصادر خارجية هي عملية الاستعانة بمصادر خارجية لعمليات الأعمال، وخاصة عمليات تكنولوجيا المعلومات، لشركات في بلد قريب، وغالبًا ما تشترك في الحدود مع البلد المستهدف. ويتوقع كلا الطرفين الاستفادة من واحد أو أكثر من أبعاد القرب التالية: الروابط الجغرافية، والزمنية (المنطقة الزمنية)، والثقافية، والاجتماعية، واللغوية، والاقتصادية، والسياسية، أو التاريخية.
ان الاستعانة بمصادر خارجية هي نوع من انواع الاستعانة بمصادر خارجية حيث تسعى شركة معينة إلى الحصول على شريك تطوير في بلد او منطقة مختلفة. و مع ذلك، فإن ما يميز الاستعانة بمصادر خارجية من مصادر قريبة عن غيره من أنواع الاستعانة بمصادر خارجية هو حقيقة أن شريك التنمية لا يزال على مقربة. نظرًا لأن الشركات عادةً ما تكون في نفس المنطقة الزمنية، فإن هذا يسهل التواصل و يسمح بالزيارات المتكررة.

## ملخص
يتضمن النقل الخارجي نقل العمل إلى منظمة أجنبية لتقليل التكاليف، و لكن التحديات تشمل اختلافات التوقيت، و قوانين العمل المحلية، و انخفاض الإشراف. على سبيل المثال، قد تستعين إحدى شركات تكنولوجيا المعلومات في أوروبا الغربية بالهند لتطوير البرمجيات من أجل قوتها العاملة الماهرة و المنخفضة التكلفة، ولكن المسافة تعقد الإدارة و تزيد من المخاطر مثل الاحتيال و سرقة الملكية الفكرية.
في أوروبا، تكون علاقات النقل القريب بين العملاء في الاقتصادات الأوروبية الأكبر و مقدمي الخدمات المتنوعين في الدول الأوروبية الأصغر. المراكز الرئيسية موجودة في إسبانيا[بحاجة لمصدر]، جمهورية التشيك، المجر، البرتغال، بولندا، سلوفاكيا، رومانيا، بلغاريا، بيلاروسيا و منطقة البلطيق. و توجد أيضًا مراكز قريبة في أسواق أكبر، مثل روسيا وأوكرانيا. و تعتبر هذه الوجهات جذابة لأنها منخفضة التكلفة، و لديها قوى عاملة ماهرة، و بيئة تنظيمية أقل صرامة، و لكن الأهم من ذلك أنها تسمح بمزيد من الرقابة المادية اليومية. كما أن لديهم روابط ثقافية قوية مع المراكز الاقتصادية الكبرى في أوروبا. على سبيل المثال، تعتبر بلغاريا الآن وجهة مناسبة للاستعانة بمصادر خارجية لشركات مثل شركة البرمجيات الألمانية SAP، حيث تكون تكاليف العمالة منخفضة، و المهارات متاحة، و لكنها أيضًا أقرب إلى الوطن. في عام 2009، نشرت جمعية الاستعانة بمصادر خارجية في أوروبا الوسطى و الشرقية ( CEEOA ) بحثًا يقدر أن منطقة أوروبا الشرقية تضم أكثر من 95000 متخصص في تكنولوجيا المعلومات يشاركون في الصناعة، و يعملون لصالح ما يقرب من 5000 شركة.
في الولايات المتحدة الأمريكية، يتواجد العملاء الأمريكيون بالقرب من كندا و المكسيك، أو كليهما، بالإضافة إلى العديد من الدول الأخرى في أمريكا الوسطى و الجنوبية، مثل الأرجنتين و البرازيل و كوستاريكا أو كولومبيا و منطقة البحر الكاريبي، وجمهورية الدومينيكان و غيانا و جامايكا و جزر فيرجن الأمريكية.
النوع الشائع من الاستعانة بمصادر خارجية هو تطوير البرمجيات، حيث تتمثل الفائدة الرئيسية في توفر العديد من المطورين المهرة بتكلفة منخفضة. كما تعد مراكز الاتصال ومراكز الخدمات المشتركة و عمليات الاستعانة بمصادر خارجية للعمليات التجارية ( BPO ) من الخيارات الشائعة أيضًا لعمليات الاستعانة بمصادر خارجية، حيث تنخفض قيمة مراكز الاستعانة بمصادر خارجية في الخارج مثل الفلبين.
إن تعقيد عملية نقل الأعمال إلى الخارج ينبع من اختلاف اللغات و الثقافات و المسافات الطويلة و المناطق الزمنية المختلفة، مما يتطلب قضاء المزيد من الوقت و الجهد في بناء الثقة و العلاقات طويلة الأمد، و تجاوز حواجز الاتصال و الأنشطة من هذا النوع. حاول العديد من مقدمي الخدمات القريبين من الشاطئ التحايل على حواجز الاتصال و إدارة المشاريع من خلال تطوير طرق جديدة لمواءمة المنظمات. و نتيجة لذلك، تم إنشاء مفاهيم مثل الاستعانة بمصادر خارجية عن بعد لمنح العملاء المزيد من التحكم في إدارة مشاريعهم الخاصة. على الرغم من التطورات الأخيرة، فإن النقل القريب لا يتغلب بالضرورة على جميع الحواجز، و لكن القرب يسمح بمزيد من المرونة لمواءمة المنظمات.
لقد أصبح الاستعانة بمصادر خارجية قريبة عاملاً مميزاً للدول و الموردين الذين يرغبون في تمييز أنفسهم عن مراكز التوريد في آسيا، و خاصة الهند المهيمنة، و التي تشهد هي نفسها انخفاضاً حاداً في نمو وظائف الاستعانة بمصادر خارجية.
اللغة الإنجليزية هي حجر الأساس لأي عملية BPO أو خدمات تكنولوجيا المعلومات القريبة من الشاطئ، و أصبحت مهارة مطلوبة حيث تسعى الشركات إلى الاستحواذ على حصة أكبر من السوق الأمريكية. مع التعاون الثلاثي بين الجامعة و الصناعة و الحكومة لتطوير اللغة بشكل أكبر، أصبح البحث عن المواهب الماهرة الناطقة باللغة الإنجليزية أسهل ببطء.

## الأصول
تم تسجيل براءة اختراع مصطلح " Near Shore " من قبل شركة تكنولوجيا المعلومات المكسيكية Softtek في عام 1997، سعياً لدخول السوق الأمريكية بنهج مختلف في الاستعانة بمصادر خارجية. تزامن هذا مع الطلب المتزايد على نقل العمليات إلى الخارج في أواخر تسعينيات القرن العشرين، و الذي خدمته في المقام الأول شركات تكنولوجيا المعلومات الهندية الراسخة. بدلاً من التنافس بشكل مباشر مع هذه الشركات، وضعت شركة سوفت تيك النقل القريب كخيار تكميلي للشركات المهتمة بتنويع محافظ مصادرها و إدارة المخاطر التشغيلية.
لقد أسس هذا النموذج الجديد الشركة كبديل قريب من الشاطئ، مستفيدًا من قرب المكسيك من الولايات المتحدة، و المناطق الزمنية المشتركة، و التشابهات الثقافية باعتبارها مزايا تنافسية رئيسية. لتسهيل العمليات عبر الحدود، استفادت شركة سوفتك من مزايا السفر و التأشيرة التي توفرها اتفاقية التجارة الحرة لأميركا الشمالية، و قامت بمواءمة جداول العطلات الخاصة بها مع تلك الموجودة في الولايات المتحدة، و تعاونت مع الجامعات المحلية لتنمية قوة عاملة ماهرة تتناسب مع احتياجات العملاء الدوليين. أصبح إنشاء معايير جودة صارمة أيضًا أمرًا ضروريًا للتنافس مع مقدمي الخدمات الخارجية التقليديين، حيث أظهرت شركة Softtek أن المستويات العالية من نضج العملية، مثل شهادات CMMI Level 5 و Six Sigma، يمكن تحقيقها خارج الهند.
يعود الفضل إلى شركة Softtek في اختراع مفهوم الساحل القريب من خلال نموذج الساحل القريب، و تحملت الشركة قدرًا كبيرًا من المسؤولية عن تثقيف السوق بشأن فوائدها و اختلافاتها عن النقل الخارجي التقليدي. أدى هذا التحدي إلى تطوير نموذج التكلفة الإجمالية للمشاركة ( TCE ) في عام 2005، و هو إطار عمل مصمم لتقييم ليس فقط التكاليف المباشرة و لكن أيضًا النفقات الأوسع المرتبطة بالاستعانة بمصادر خارجية، و بالتالي إظهار القيمة طويلة الأجل التي يمكن أن يقدمها الاستعانة بمصادر خارجية خارج نطاق الأسعار بالساعة. ساعد نموذج TCE في وضع الخدمات القريبة من الشاطئ كبديل فعال من حيث التكلفة يمكنه تحقيق وفورات مماثلة لمقدمي الخدمات الخارجية مع معالجة جوانب إضافية مثل التوافق التشغيلي و إدارة المخاطر.
في عام 2023، أقر حاكم ولاية نويفو ليون صامويل جارسيا بالدور الرائد الذي تلعبه شركة سوفتك في مجال الاستعانة بمصادر خارجية، مشيرًا إلى أن هذا المفهوم ساهم في النمو الاقتصادي للمكسيك و زيادة الاستثمار الأجنبي المباشر.